# C'eravamo tanto odiati (album)
| Recensione | Giudizio |
| ---------- | -------- |
| Rumore     |          |

C'eravamo tanto odiati è il primo ed unico disco dei Due di Picche, duo composto da J-Ax e Neffa, uscito il 1 giugno 2010 dalla Sony Music e dalla Best Sound.

## Il disco
In questo album hanno suonato alla batteria Steve Luchi, alla chitarra Paolo Albano, Fausto Cogliati, Guido Style, Cesare Nolli, inoltre alle tastiere ha suonato Fabio Valdemarin, al basso hanno suonato Mauro Isetti, Franco Barletta, Cesare Nolli e infine al beat juggling hanno suonato DJ Zak e Don Joe. Il primo singolo estratto dal disco è Faccia come il cuore. Nel settembre 2010 è stata avviata la promozione del secondo singolo, Fare a meno di te che ha superato il successo del primo singolo, stabilendosi all'ottava posizione della classifica italiana. Il disco è stato registrato al casa mia studio di Bologna, nei Willy l'Orbo studios, è stato mixato nel Cinemusic da Umberto Zappa e da Johnny di Picche, è stato masterizzato allo Sterling di New York da Chris Athens. È stato prodotto dai Due di Picche per Best Sound e Hermanos.

## Tracce
Testi e musiche di Neffa, J-Ax eccetto dove indicato.
1. Duedipicche (parte 1) – 3:16
2. Faccia come il cuore – 3:51
3. Fare a meno di te – 4:17
4. La ballata dei picche – 4:18
5. I Love You Baby – 4:05
6. I Love TH – 3:50
7. Anticristo – 3:26
8. Treni a perdere – 4:11
9. Duedipicche (parte 2) – 3:28 (Neffa, J-Ax, Don Joe) – Dogozilla Remix

## Formazione
- J-Ax - voce
- Neffa - voce

Altri musicisti
- Franco Barletta - basso
- Fausto Cogliati - chitarra
- Fabio Valdemarin - tastiera
- Steve Luchi - batteria
- Paolo Emilio Albano - chitarra
- Cesare Nolli - chitarra, basso
- Mauro Isetti - basso
- Guido Style - chitarra
- Dj Zak - scratch

## Singoli
1. Faccia come il cuore (24 maggio 2010)
2. Fare a meno di te (14 settembre 2010)

## Classifica italiana
| Posizione | 4 | 5 | 13 | 16 | 20 | 22 | 15 | 23 | 16 | 29 | 22 | 21 | 21 | 18 | 18 | 12 | 15 | 18 | 18 | 23 | 29 | 25 | 39 | 42 | 70 | 63 | 91 | 82 | 78 | 79 | 73 | 100 |

### Classifiche di fine anno
| Classifica (2010) | Posizione |
| ----------------- | --------- |
| Italia            | 54        |

## Curiosità
Il titolo C'eravamo  tanto odiati fa riferimento quando negli anni '90 J-Ax e Neffa erano nemici.